# Wilhelm Maurer (Bibliothekar)
Wilhelm Maurer (* 24. Juni 1826 in Darmstadt; † 13. Dezember 1894 ebenda) war ein deutscher Bibliothekar.

## Leben
Wilhelm Maurer wurde 1826 als Sohn eines Kaufmanns geboren. Er war mit dem Darmstädter Bibliothekar Andreas Schleiermacher verwandt, dessen Frau eine geborene Maurer war. Wilhelm Maurer besuchte das Gymnasium seiner Heimatstadt und studierte nach der Reifeprüfung Klassische Philologie an der Universität Gießen. Während seines Studiums wurde er im Wintersemester 1845/46 Mitglied der Burschenschaft Cattia Gießen. 1847 bestand er die philologische Staatsprüfung mit Auszeichnung und wurde Accesist am Ludwig-Georgs-Gymnasium in Darmstadt. Ab 1849 war er Lehrer in England und kehrte 1855 nach Darmstadt zurück. Nach dem Tod von Karl August Ludwig Feder im Januar 1856 erhielt er eine Stelle an der Großherzoglichen Hofbibliothek. Er begann als Hilfsarbeiter, wurde 1857 Accesist, 1859 Sekretär, 1865 1. Sekretär. 1873 wurde er zum Hofbibliothekar befördert. Als im Herbst 1885 Philipp Alexander Ferdinand Walther in den Ruhestand trat, wurde er am 17. Oktober 1885 zu dessen Nachfolger als Direktor der Hofbibliothek ernannt. Dieses Amt hatte er bis zu seinem Tod inne.
Die Verdienste Mauer liegen vor allem in der Verbesserung der Zugänglichkeit der Hofbibliothek für die Nutzer. Er erließ eine neue Benutzungsordnung und verbesserte die Situation in den Lesesälen. Wilhelm Maurer starb nach kurzer Krankheit im Dezember 1894 im Alter von 68 Jahren in seiner Heimatstadt. Er war mit Charlotte Maurer geb. Eckhardt verheiratet. Aus der Ehe sind die Söhne Berthold und Karl hervorgegangen.

## Ehrungen
- Ritterkreuz I. Klasse des Verdienstordens Philipps des Großmütigen
- 1894: Verleihung des Königlichen Kronenordens III. Klasse

## Veröffentlichungen
- Über die standesherrlichen Beschwerden aus dem Großherzogthum Hessen. Darmstadt 1855.